# 法蘭些士
法蘭些士，QC（John Joseph Francis，1839年—1901年9月22日）生於愛爾蘭都柏林。1859年隨同皇家砲兵來到中國，其後定居香港。1878年，就香港拐帶妹仔問題，起草《擬設華人保良會專保護婦女及幼童章程》，即其後的《保良局條例》，促成保良局建立。1888年香港潔淨局選舉中，他與堪富利士（J. D. Haumphreys）當選為淨潔局非官守議員，是香港選舉史上最早的民選議員之一。1894年香港爆發鼠疫，法蘭些士獲委任為潔淨局抗疫委員會主席。